# Ceratomyxa markewitchi
Ceratomyxa markewitchi is een microscopische parasiet uit de familie Ceratomyxidae. Ceratomyxa markewitchi werd in 1984 beschreven door Iskov & Karataev. 